# Vissec
Vissec – miejscowość i gmina we Francji, w regionie Oksytania, w departamencie Gard.
Według danych na rok 1990 gminę zamieszkiwało 50 osób, a gęstość zaludnienia wynosiła 2 osoby/km² (wśród 1545 gmin Langwedocji-Roussillon Vissec plasuje się na 850. miejscu pod względem liczby ludności, natomiast pod względem powierzchni na miejscu 274.).
http://vissec.free.fr